# Fluocerita-(Ce)
La fluocerita-(Ce) és un mineral de la classe dels halurs. Rep el seu nom en al·lusió a la seva composició química, que conté fluor i ceri. El sufix "-(Ce)" correspon a la terra rara dominant.

## Característiques
La fluocerita-(Ce) és un halur, un fluorur de ceri i, en menor mesura, lantani, de fórmula química (Ce,La)F₃. Cristal·litza en el sistema hexagonal. La seva duresa a l'escala de Mohs es troba entre 4,5 i 5. És l'anàleg amb ceri de la fluocerita-(La) i de l'ortoròmbica waimirita-(Y). Va ser descoberta a les pegmatites de Falun, a Dalarna (Suècia).
Segons la classificació de Nickel-Strunz, la fluocerita-(Ce) pertany a «03.AA - Halurs simples, sense H₂O, amb proporció M:X = 1:3» juntament amb els següents minerals: zharchikhita, molisita, fluocerita-(La) i gananita.